# 巴特茨韦斯滕
巴德茨韦斯滕是德国黑森州的一个市镇。总面积39.45平方公里，总人口3990人，其中男性1921人，女性2069人（2011年12月31日），人口密度101人/平方公里。